# Draksin
Draksin (en serbe cyrillique : Драксин) est un village de Serbie situé dans la municipalité de Bajina Bašta, district de Zlatibor. Au recensement de 2011, il comptait 124 habitants.

## Démographie
| 1948 | 1953 | 1961 | 1971 | 1981 | 1991 | 2002 | 2011 |
| ---- | ---- | ---- | ---- | ---- | ---- | ---- | ---- |
| 427  | 482  | 453  | 402  | 304  | 196  | 144  | 124  |

|  |